# Anotogaster sieboldii
Anotogaster sieboldii (oniyanma (オニヤンマ、鬼蜻蜓、馬大頭?) en japonés, 無霸勾蜓 en chino y 장수잠자리("jang-su-jamjari", en coreano) es una especie de odonato anisóptero que pertenece a la familia Cordulegastridae, las mayores libélulas nativas de Asia Oriental, especialmente en Japón, Taiwán, China y las dos Coreas. Puede alcanzar hasta los 100 mm de longitud.

## Ciclo vital

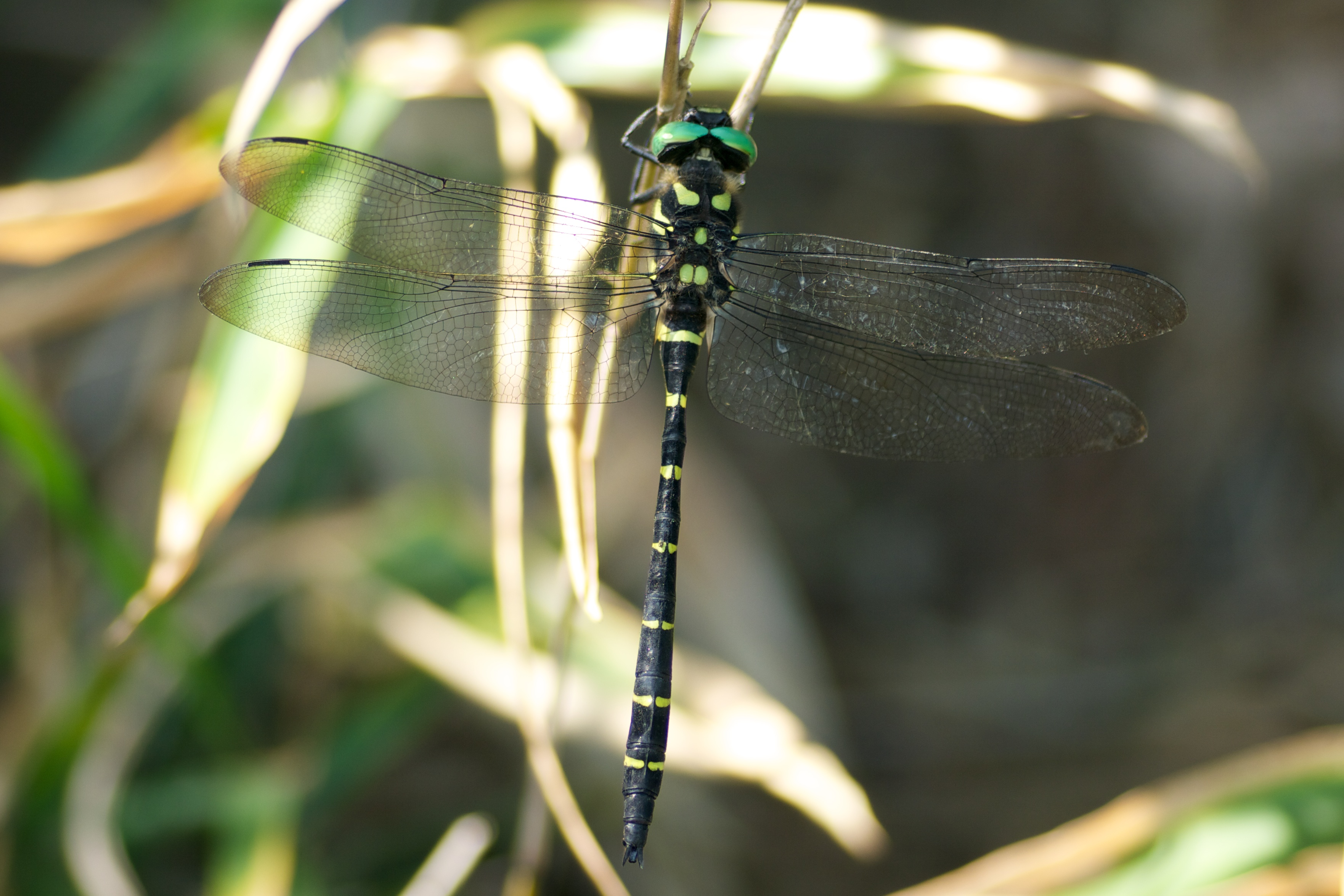
Ejemplar adulto sobre una ramita, fotografiado en Nasu (prefectura de Tochigi), Japón

Los huevos eclosionan al mes de ser puestos. Las ninfas pueden vivir de tres a cinco años, mudan hasta diez veces y crecen hasta cinco centímetros de largo. Al igual que las libélulas adultas, las ninfas son obviamente insectos depredadores. A medida que las ninfas siguen creciendo, cazan renacuajos, insectos acuáticos y peces pequeños. La libélula adulta se aparea y pone huevos uno o dos meses tras la metamorfosis. Después del apareamiento, las hembras se dirigen a pequeños arroyos o estanques, no a ríos o lagos de corriente rápida, para poner huevos. A veces vuelan perpendicularmente al agua y ponen sus huevos en el barro o arena debajo de la superficie.